# Interstate 86 (West)
Die Interstate 86 (kurz I-86) ist ein Interstate Highway in den Vereinigten Staaten. Sie verbindet im Bundesstaat Idaho die Interstate 84 nahe Declo mit der Interstate 15 in Chubbuck auf einer Strecke von 101 Kilometern.

## Verlauf
Ab dem Kreuz mit der Interstate 84 nördlich von Declo verläuft sie gemeinsam mit dem U.S. Highway 30 in östlicher Richtung. Die I-86 folgt meist dem Verlauf des Snake Rivers und passiert dabei unter anderem den Massacre Rocks State Park. Im Süden des American Falls Reservoirs auf dem Stadtgebiet von American Falls trifft die Interstate auf die Idaho State Routes 37 und 39. Nachdem die Trasse den Pocatello Regional Airport passiert hat, zweigt der US 30 in südlicher Richtung ab. Nach einem Kreuz mit dem U.S. Highway 91 im Zentrum von Chubbuck endet sie im Osten der Stadt an der Interstate 15.